# 朱袗
朱袗（1515年—1588年），字汝衷，号浠桂，湖廣黃州府蘄水縣人，民籍，明朝政治人物。

## 生平
嘉靖三十一年（1552年）壬子科湖廣鄉試第七名舉人。嘉靖三十二年（1553年）中式癸丑科三甲第八十八名進士。吏部观政，授行人，三十五年选授南京道御史，升常州府知府，四十三年升陕西按察司副使，兵备臨鞏。
隆慶二年（1568年）正月升雲南左参政，五年正月升浙江按察使，三月升雲南右布政使。丁憂歸。
萬曆五年（1577年）三月復除浙江右布政使。

## 家族
曾祖朱仕義；祖父朱玉珊；父朱文奎。母姚氏。弟朱表（生员）、朱祚。
子朱期至，万历二年進士，官怀庆府知府；朱期昌，万历庚戌进士。